# Ngòi Giành
Đoạn cuối của Ngòi Giành đổ ra sông Hồng ở ranh giới giữa xã Tuy Lộc (huyện Cẩm Khê) và xã Minh Côi (huyện Hạ Hòa)
Ngòi Giành là phụ lưu của Sông Thao. Ngòi Giành chảy qua các tỉnh Yên Bái, Phú Thọ.
Sông có chiều dài 54 km và diện tích lưu vực là 278 km² .
Ngòi Giành khởi nguồn từ các suối ở vùng núi phía tây xã Trung Sơn huyện Yên Lập. 21°19′38″B 104°57′44″Đ / 21,327322°B 104,962139°Đ

## Chỉ dẫn
1. ↑  Trong tiếng Việt thì "Ngòi" có nghĩa là sông, suối.